# Arradon
Arradon é uma comuna francesa na região administrativa da Bretanha, no departamento Morbihan. Estende-se por uma área de 18,49 km². Em 2010 a comuna tinha 5 551 habitantes (densidade: 300,2 hab./km²).